# 黃玉階
黃玉階（台灣閩南語；N̂g Gio̍k-kai；1850年6月6日—1918年7月26日），臺灣漢醫、社會公益運動參與者、教育家、醫師科學家、齋教先天道耆宿，南瀛佛教會重要人士。日本時代創立台北天然足會，鼓勵廢除女子纏足。撰寫《疙瘩瘟治法》等書，為東亞醫史傷寒泰斗。

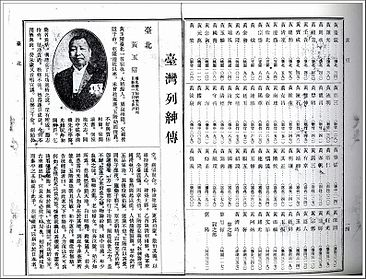
臺灣列紳傳內文第一頁的黃玉階

## 簡介
道光三十年四月二十六日（1850年6月6日），黃玉階生於彰化縣大肚堡五汊港（今臺中市梧棲區），大稻埕人，祖先泉州籍，自乾隆後遷徙而來，父祖皆隱于市。
玉階幼而俊異，不好與賈估相齒，偷閒讀書，倜儻抱大志，同治中期，從李清機習漢醫，光緒元年初開門戶，一時乞藥者衆。勵志持齋，積功責過，勤修不弛，德器逐日成就，尚不用酒與肉。自擲三千金，創始公堂、活躍於豐原，以維持世道人心。
光緒八年（1882年）全家遷至臺北城內、大稻埕繼續從事漢醫。越二年，清法戰爭，黃玉階協助劉銘傳募勇抵禦法軍侵臺，事後獲清廷頒授五品軍功銜。而當時淡北一帶霍亂蔓延，死亡相繼，黃玉階慎選良方，精配丸散，到各莊診治，治癒八百餘人，並撰《療養新方》一卷，闡述防治風土疫癘之法。當時家住台北廳大加蚋堡大稻埕日新街一丁目、後遷至中北街。
1895年（光緒二十一年、明治二十八年），《馬關條約》簽訂，台灣割讓給日本，臺北城在唐景崧逃走後陷入無政府狀態的搶劫擄掠。黃玉階等大稻埕紳商遂委託辜顯榮赴日軍處，引日軍進臺北城。:105日本領臺後，他則繼續杏林之業，並於明治三十年（1897年）正式取得日本政府發給的漢醫師執照。同時，鼠疫流行，黃氏商借今雙連馬偕紀念醫院區域廣施藥劑。
除了醫術之外，黃玉階對台灣社會最大貢獻在於推動社會現代化。例如：他於1900年創立台北天然足會，即被認為是廢除台灣女子纏足的關鍵公益團體。除了「放足」之外，他也認為「斷髮不改裝」有助於社會風俗改良，因此成立了宗旨為「剪辮髮，仍穿唐裝」的「斷髮不改裝會」。黃氏最知名學生之一為杜聰明。黃玉階也同時自費出版四部醫書、一部類社會學書。提倡必要時漢洋合璧參看、診療上全以漢醫為宗，在沒有抗生素的年代，完全以漢方治癒民眾鼠疫、霍亂等大規模流行病。
1908年，黃玉階草擬「本島人宗教規則」，開宗教整合之先聲。
大正元年（明治四十五年、1912年），被選派為參加明治天皇葬禮之代表之一，與辜顯榮等赴日，覲見大正天皇。
大正四年（1915年）11月，以致力公益事業有功，獲總督府敘勳六等，頒授藍綬瑞寶褒章。
大正七年（1918年）7月26日，黃玉階積勞成疾後因糖尿病逝世、仙逝年歲為當時近兩倍的台島國人平均餘命。

## 外部連結
- 台灣第一位領證的漢醫 黃玉階（1850〜1918） （页面存档备份，存于），陳永興著。民報網站。
- 台灣漢醫執照編號第一人 黃玉階推公衛防病抗疫
- 新書解讀黃玉階 研判百年前台灣漢醫有本地特色
- 中西醫結合第一人！台灣首位漢醫黃玉階著作完整公開
- 黃玉階文史館相關新聞